# Берам
Берам (хорв. Beram) — населений пункт у Хорватії, в Істрійській жупанії у складі міста Пазин.

## Населення
Населення за даними перепису 2011 року становило 234 осіб.
Динаміка чисельності населення поселення:

## Клімат
Середня річна температура становить 12,08 °C, середня максимальна – 25,13 °C, а середня мінімальна – -1,75 °C. Середня річна кількість опадів – 1076 мм.
| Клімат поселення                              | Клімат поселення | Клімат поселення | Клімат поселення | Клімат поселення | Клімат поселення | Клімат поселення | Клімат поселення | Клімат поселення | Клімат поселення | Клімат поселення | Клімат поселення | Клімат поселення | Клімат поселення |
| Показник                                      | Січ.             | Лют.             | Бер.             | Квіт.            | Трав.            | Черв.            | Лип.             | Серп.            | Вер.             | Жовт.            | Лист.            | Груд.            |                  |
| Середній максимум, °C                         | 8,85             | 9,52             | 12,34            | 15,96            | 20,87            | 24,68            | 25,13            | 24,65            | 20,25            | 15,91            | 11,05            | 8,07             |                  |
| Середня температура, °C                       | 3,56             | 4,22             | 7,05             | 10,66            | 15,56            | 19,36            | 21,71            | 21,22            | 16,83            | 12,48            | 7,64             | 4,65             |                  |
| Середній мінімум, °C                          | −1,75            | −1,08            | 1,74             | 5,36             | 10,28            | 14,06            | 18,27            | 17,80            | 13,39            | 9,07             | 4,20             | 1,22             |                  |
| Норма опадів, мм                              | 78               | 64               | 79               | 90               | 79               | 93               | 66               | 93               | 94               | 116              | 125              | 99               |                  |
| Середньомісячна швидкість вітру, м/с          | 1.74             | 2.04             | 2.25             | 2.28             | 2.07             | 1.98             | 1.93             | 1.85             | 1.81             | 1.94             | 1.98             | 1.89             |                  |
| Середньомісячна сонячна радіація, кДж/м²·день | 4510             | 7438             | 10654            | 14966            | 19172            | 20726            | 21923            | 18759            | 13971            | 9018             | 4930             | 3806             |                  |
| --------------------------------------------- | ---------------- | ---------------- | ---------------- | ---------------- | ---------------- | ---------------- | ---------------- | ---------------- | ---------------- | ---------------- | ---------------- | ---------------- | ---------------- |
| Джерело:                                      |                  |                  |                  |                  |                  |                  |                  |                  |                  |                  |                  |                  |                  |